# Біоково (природний парк)
Природний парк Біоково (хорв. Park prirode Biokovo) — це один з 11 природних парків, що розташовані на теренах Хорватії. Був створений у 1981 році з визначеною площею у 195,5 км². Розташований у Сплітсько-Далматинській жупанії і включає в себе муніципалітети Брела, Башка Вода, Тучепи, Підгора, Заґвозд, Задварє та Шестановац. Найвища точка парку - Сент-Джордж сягає 1762 метрів над рівнем моря, а третьою є найвищою вершиною у Хорватії. 